# 博士的家

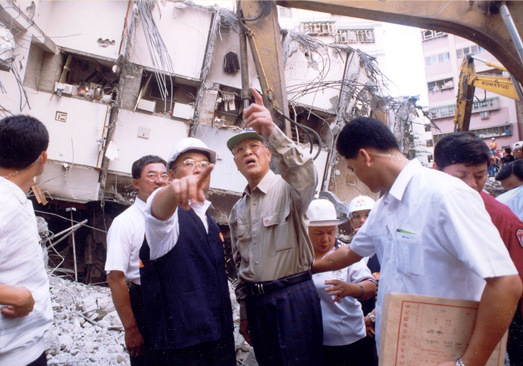
1999年9月28日，李登輝總統視察博士的家，左為台北縣長蘇貞昌。

博士的家，是台灣已拆除的公寓大廈，原址位於新北市新莊區（時為臺北縣新莊市）。
落成於1995年10月。分為ABC三棟大樓，共136戶，在九二一大地震時C棟全垮，前兩棟大樓梁柱扭曲變形成了危樓。一共造成45人罹難、上百個家庭無家可歸。9月28日，總統李登輝前往博士的家視察慰問災民。
2004年10月大樓重建完成，更名為「民安領航」。